# Diócesis de Latina-Terracina-Sezze-Priverno
La diócesis de Latina-Terracina-Sezze-Priverno (en latín: Dioecesis Latinensis-Terracinensis-Setina-Privernensis y en italiano: Diocesi di Latina-Terracina-Sezze-Priverno) es una circunscripción eclesiástica de la Iglesia católica en Italia. Se trata de una diócesis latina, inmediatamente sujeta a la Santa Sede. Desde el 19 de noviembre de 2013 su obispo es Mariano Crociata.

## Territorio y organización

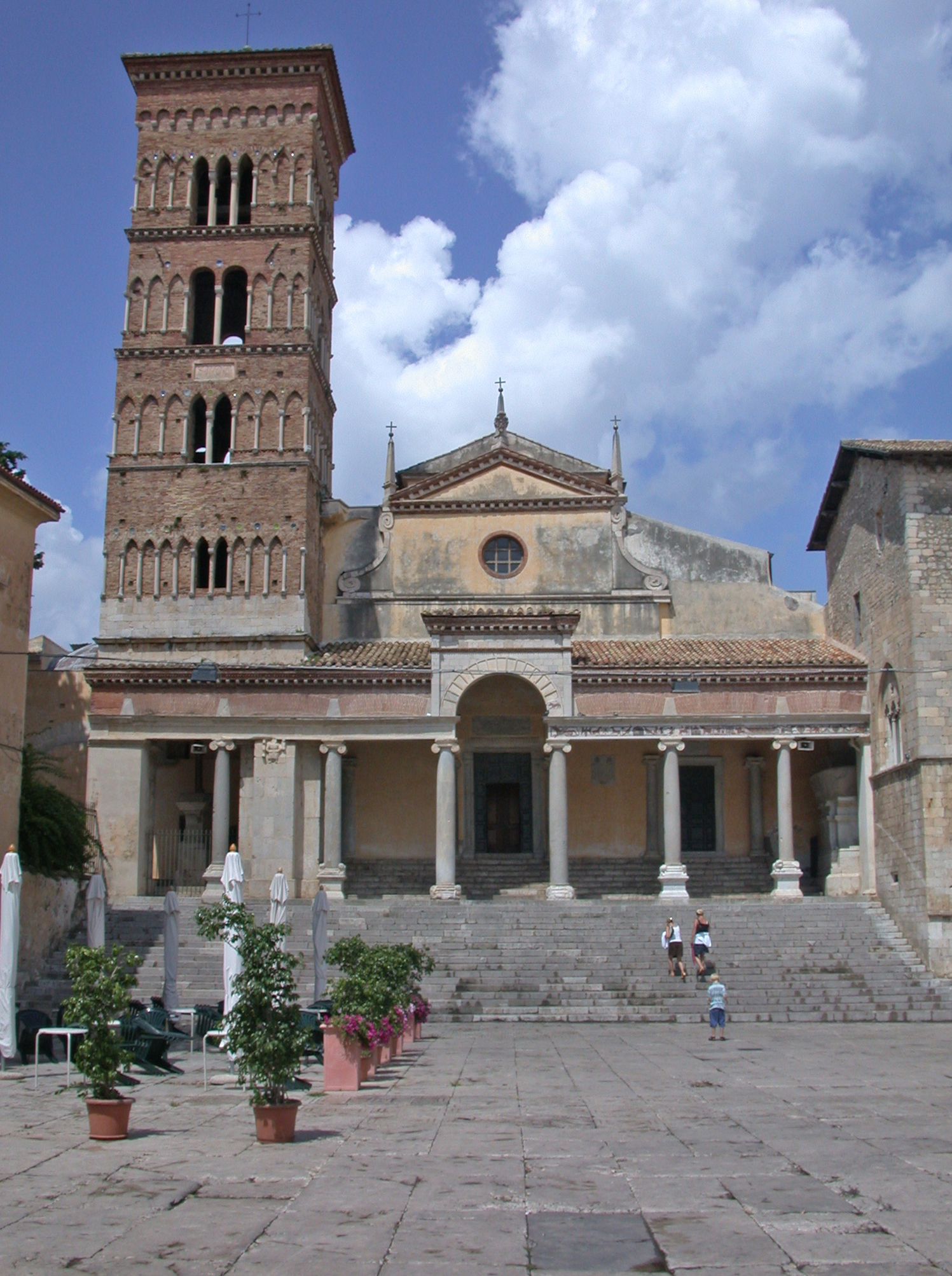
Concatedral de San Cesáreo, en Terracina, construida entre los siglos y

La diócesis tiene 1372 km² y extiende su jurisdicción sobre los fieles católicos de rito latino residentes en parte de la región del Lacio. El territorio diocesano está completamente incluido en la provincia de Latina y ocupa principalmente la zona de las lagunas Pontinas y de los montes Lepinos para un total de 17 comunas: (Latina, Terracina, Sezze, Priverno, Cisterna di Latina, Sabaudia, San Felice Circeo, Bassiano, Sermoneta, Pontinia, Maenza, Roccagorga, Roccasecca dei Volsci, Sonnino, Cori, Norma y Rocca Massima). Limita al norte con la sede suburbicaria de Velletri-Segni y la diócesis suburbicaria de Albano, al este con la diócesis de Anagni-Alatri y la diócesis de Frosinone-Veroli-Ferentino y al sur con la arquidiócesis de Gaeta.

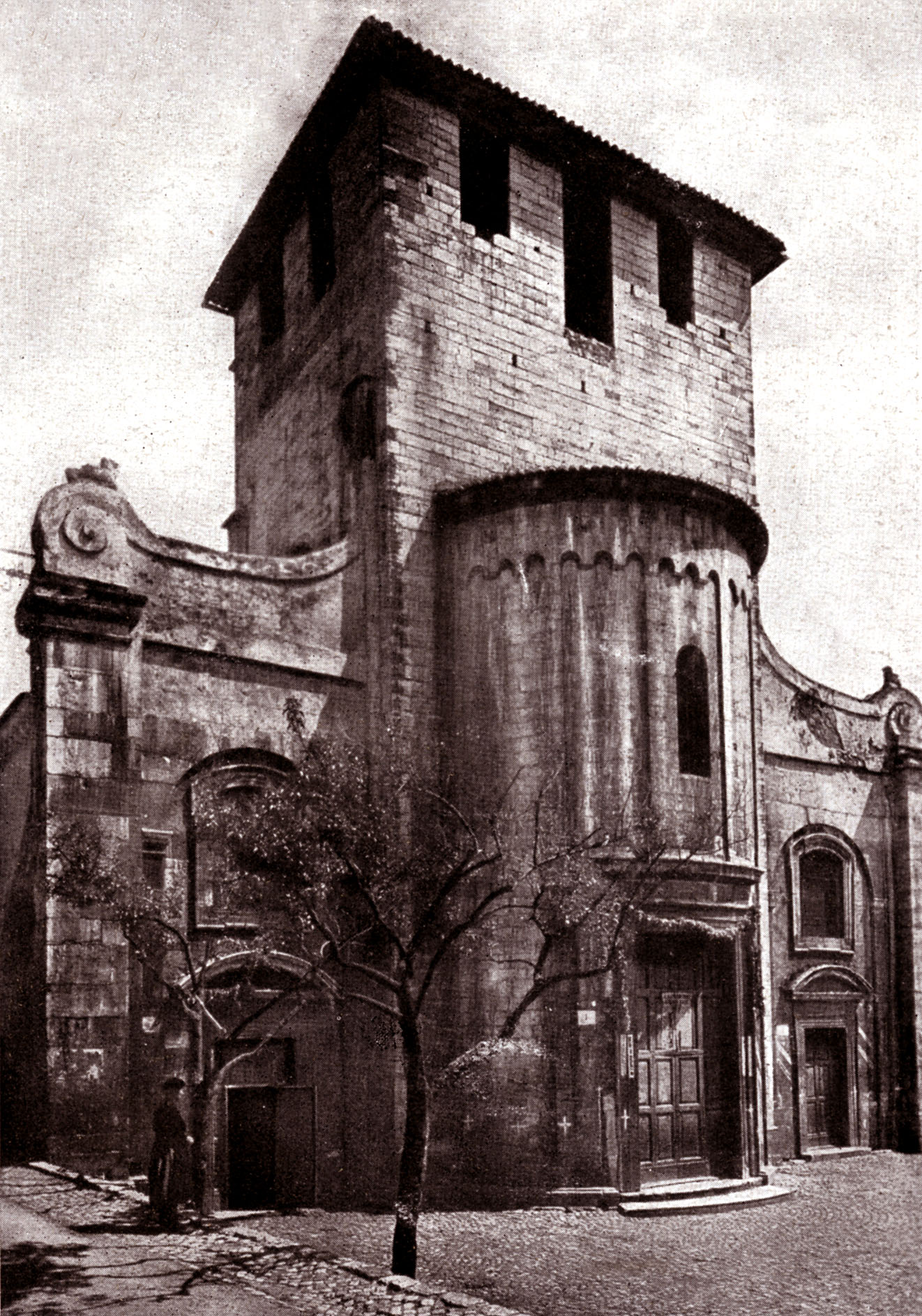
Concatedral de Santa María, en Sezze

La sede de la diócesis se encuentra en la ciudad de Latina (llamada Littoria hasta 1944), en donde se halla la Catedral de San Marcos. La diócesis tiene 3 concatedrales: en Terracina, la de San Cesáreo; en Sezze, la de Santa María; y en Priverno la de Nuestra Señora de la Anunciación.

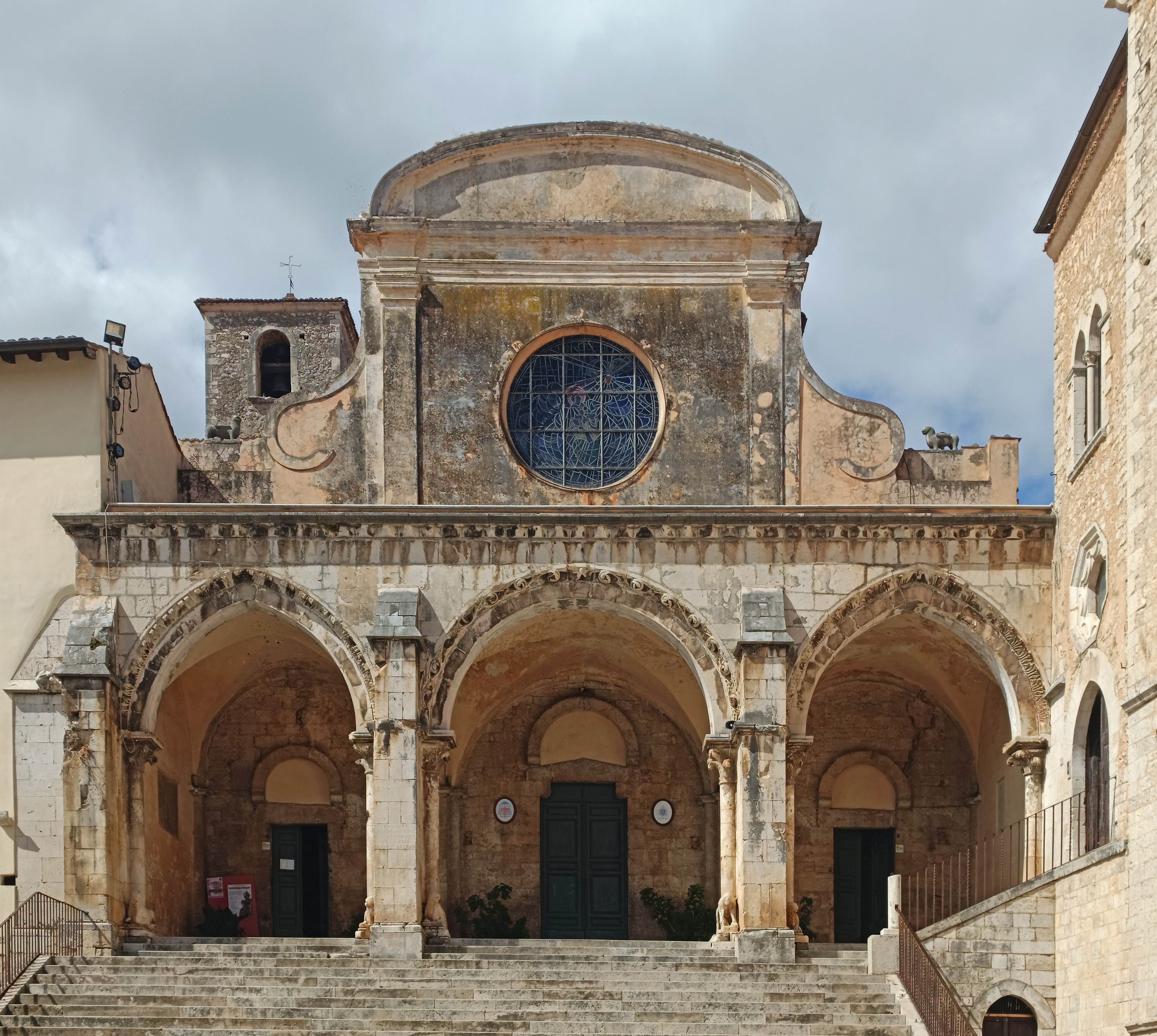
Concatedral de Nuestra Señora de la Anunciación, en Priverno

En 2021 en la diócesis existían 83 parroquias, agrupadas en 5 foranías:
- la foranía de Latina comprende la ciudad de Latina y casi todos sus pueblos;
- la foranía de Terracina comprende las comunas de Terracina, Sabaudia y San Felice Circeo;
- la foranía de Sezze comprende las comunas de Sezze, Bassiano, Sermoneta y Pontinia;[3]
- la foranía de Priverno comprende las comunas de Priverno, Maenza, Roccagorga, Roccasecca dei Volsci y Sonnino;[3]
- la foranía de Cisterna di Latina comprende las comunas de Cisterna, Cori, Norma y Rocca Massima.

Están reconocidos como santuarios diocesanos:
- Santissimo Crocifisso, en Bassiano
- Madonna del Soccorso, en Cori
- Casa del Martirio di Santa Maria Goretti, en Borgo Le Ferriere de Latina
- Santissima Annunziata, en Norma
- Madonna di Mezzagosto, en Priverno
- Santa Maria della Sorresca, en Sabaudia
- Madonna delle Grazie, en Sonnino
- Madonna della Delibera, en Terracina.

## Historia
La diócesis actual es el resultado de la unión de tres antiguas diócesis: Terracina, documentada a partir del siglo IV y que tomó el nombre de Terracina-Latina en 1967; Priverno, documentada desde el siglo VIII; y Sezze, cuyos primeros obispos conocidos se remontan al siglo XI.

### Antes de la unión (siglosIV-XII)
Terracina
La tradición atribuye la fundación de la Iglesia de Terracina a uno de los 72 discípulos mencionados en los Evangelios, Epafrodito, enviado por el apóstol apóstol Pedro. Otras tradiciones vinculan la expansión del cristianismo en la zona con el paso del apóstol Pablo por la Vía Apia en su viaje a Roma. Las tradiciones hagiográficas recuerdan, además del mencionado Epafrodito, también a los santos Félix y Silvano, y sobre todo a san Cesáreo, conmemorado en el martirologio jeronimiano, sobre cuya tumba se erigió una basílica, probablemente la primitiva catedral de la diócesis, y donde hay tumbas cristianas que datan del siglo III-IV.
Desde un punto de vista histórico y documental, la primera constatación de la existencia de la diócesis de Terracina se remonta a las primeras décadas del siglo IV con el obispo Sabino, presente en el sínodo romano convocado por el papa Melquíades en el año 313. A principios del siglo VI, según el testimonio recogido en los Diálogos de Gregorio Magno, san Benito fundó cerca de Terracina el monasterio de Santo Stefano de Montanis, concedido a los abades de Montecasino por el papa León IX en el año 955. En 592, tras la muerte de Pedro, Agnello obispo de Formia, incapaz de residir en su ciudad debido a la devastación causada por los lombardos, fue nombrado obispo de Terracina por Gregorio Magno, manteniendo unidas las dos diócesis durante un cierto tiempo.
Priverno
Aunque la diócesis sólo está documentada desde el siglo VIII, la presencia del cristianismo en Priverno (conocida como Piperno) se remonta al menos al siglo IV, según algunas evidencias arqueológicas recientes. El primer obispo históricamente documentado es Bonifacio, quien en 769 participó en un sínodo romano convocado por el papa Esteban III; el último es Juan, que el 2 de noviembre de 1036 participó en el sínodo celebrado por el papa Benedicto IX.
Según Cappelletti, la sede de Priverno no se unió a la de Terracina hasta la segunda mitad del siglo XII, basando su hipótesis en una controversia que involucra a la ciudad de Priverno con el obispo terracinense Ugone (1168-1179). El historiador francés Louis Duchesne cree que hacia 1036 el obispado de Priverno fue trasladado a Sezze, que a su vez se unió a Terracina en el siglo XII.
En virtud de un acuerdo establecido en 1245, la antigua catedral de Priverno mantenía un capítulo de canónigos y su arcipreste tenía el título de vicedominus, con prerrogativas episcopales particulares, sobre los territorios de la antigua diócesis. Este privilegio fue impugnado por los obispos de Terracina aún en el siglo XVII.
En el territorio de Priverno se encuentra la abadía de Fossanova, fundada por los cistercienses en la segunda mitad del siglo XII y donde Tomás de Aquino, patrono de Priverno, murió en 1274.
Sezze
La tradición local atribuye la evangelización y fundación de la comunidad cristiana setina al evangelista san Lucas. Según Cappelletti, la diócesis ya estaba documentada a finales del siglo VIII; sin embargo, el primer obispo conocido es Esteban presente en el sínodo romano convocado por el papa Benedicto IX en 1036.
Los posteriores obispos de Sezze son conocidos gracias a la Legenda sancti Lidani abbatis. El primero es Pollidio, que en 1046 concedió permiso al monje Lidano de Antena para construir un monasterio cerca de Sezze; sigue a Drusino, quien tras la muerte del santo en 1118 trasladó sus restos a la catedral de Sezze y fomentó su culto; finalmente Juan, quien escribió parte de la leyenda hacia mediados del siglo XII.

### Después de la unión (siglosXIII-XIX)
Durante el siglo XII, las tres sedes de Terracina, Priverno y Sezze se unieron bajo el único obispado de Terracina. Se desconoce el momento exacto de esta unión, pero hasta el día de hoy se conserva la bula Hortatur nos. del 17 de enero de 1217, con la que el papa Honorio III confirmó la unión de las tres diócesis establecidas por sus predecesores. La bula menciona siete pontífices, desde Alejandro II (1061-1073) hasta Inocencio III (1198-1216): se supone que en tiempos de Alejandro II la sede de Priverno ya estaba unida a Terracina y que en tiempos de Inocencio III Sezze también había corrido la misma suerte.
La bula Hortatur nos confirmó la inmediata sujeción de Terracina a la Santa Sede y sobre todo informa la lista de los pueblos (rocchis atque castellis) que pertenecían a las diócesis de Priverno y Sezze: Somnino, Rocca Sicca, Rocca Angurga y Magentia per Priverno; Asprano, Treve, Aquapuzza, Sarmineto y Bassiano para Sezze. Este territorio permanecerá inalterado hasta la época fascista, permaneciendo inciertos los límites occidentales de la diócesis de Terracina debido a la presencia de las lagunas Pontinas, zona pantanosa y prácticamente deshabitada, lo que hará difícil, pero también inútil, definir los límites con la vecina sede de Velletri.
En el siglo XVI las incursiones de los corsarios berberiscos y, sobre todo, las frecuentes infecciones de malaria provocaron un auténtico colapso demográfico en la comunidad de Terracina, que en 1572 contaba con poco más de doscientos habitantes. A partir de esta época, los obispos de Terracina comenzaron a residir cada vez más permanentemente lejos de la ciudad episcopal, especialmente en Sezze, donde el obispo Cesare Ventimiglia (1615-1645) restauró el palacio episcopal y estableció allí el seminario diocesano; Los restos de san Lidano también fueron trasladados a Sezze por el obispo Fabrizio Perugini en 1606. «Luca Cardino (1582-1594) fue el autor de la primera relatio ad limina (1590), escrita excepcionalmente en lengua vernácula; sin embargo, la celebración de sínodos en los principales centros de la diócesis (el primero en Priverno en 1606) confirma la dificultad para fijar un lugar.»
El traslado de facto de la sede episcopal a Sezze provocó una reacción del clero y sobre todo del cabildo de la catedral de Terracina, que a principios del siglo XVIII pidió a la Santa Sede que reafirmara la preeminencia de la catedral de Terracina sobre la de Sezze. Al mismo tiempo, los habitantes y el clero de Sezze apelaron al Tribunal de la Rota Romana para que se confirmara el estatus de catedral de su iglesia, no subordinada a la de Terracina.
Estos malentendidos y dificultades entre Terracina y Sezze llevaron a la intervención del papa Benedicto XIII, que intervino en la disputa con cuatro bulas, ampliando también la discusión a la diócesis de Priverno. El 29 de abril de 1725 con la bula Romanus pontifex el pontífice reafirmó el estatus de catedral de la iglesia de Sezze, honor que la ciudad nunca perdió, ni antes ni después de la bula de Honorio III; ordenó a los obispos de Terracina que añadieran a su título el de Sezze; y confirmó la unión entre las dos sedes establecidas como aeque principaliter. Esta unión fue confirmada con la bula Regis pacifici del 16 de julio de 1725.
Las mismas prerrogativas y el mismo tipo de unión fueron establecidos también para la sede de Priverno por Benedicto XIII con la bula Super universas del 10 de septiembre de 1725.
Finalmente, la unión aeque principaliter de las tres sedes fue confirmada definitivamente por Benedicto XIII con la bula Sacrosancta Romana Ecclesia del 9 de diciembre de 1726.
El comienzo del siglo XIX se caracterizó por la recuperación económica y social de Terracina, gracias a las primeras obras de recuperación de la campiña pontina llevadas a cabo por los pontífices; pero también por la difusión del bandolerismo, "protagonista de violencia brutal, como el asalto al colegio eclesiástico de Terracina (1821) en el que el bandolero Massaroni intentó secuestrar al propio obispo".
En 1885 las tres diócesis incluían 23 parroquias en total, distribuidas de la siguiente manera:
- 6 parroquias en la diócesis de Terracina, en las comunas de Terracina, San Felice Circeo y Sermoneta;
- 10 parroquias en la diócesis de Priverno, en las comunas de Priverno, Maenza, Roccagorga, Roccasecca dei Volsci y Sonnino;
- 7 parroquias en la diócesis de Sezze, en las comunas de Sezze y Bassiano.

### La diócesis moderna
Con la recuperación de la campiña pontina (lagunas Pontinas) llevada a cabo en los años 1930, se crearon nuevos territorios donde se asentaron miles de colonos, muchos de los cuales procedían de la zona del Triveneto, y surgieron nuevas ciudades como Littoria, Sabaudia y Pontinia. Esto planteaba un doble problema a los obispos de las diócesis de Velletri y Terracina, Sezze y Priverno, de las que dependían los nuevos territorios: la atención pastoral de las poblaciones trasladadas a la campiña pontina y la definición exacta de las fronteras diocesanas. Sólo para Pontinia no hubo problemas de jurisdicción, ya que la ciudad se construyó en un territorio arrebatado a la comuna y a la parroquia de la catedral de Sezze.
Después de la guerra, la Congregación Consistorial estableció que las fronteras entre las comunas de Latina y Sabaudia fueran también las de las diócesis de Velletri y Terracina, Sezze y Priverno; esto dio lugar a un intercambio de territorios entre las diócesis implicadas mediante el decreto In agro Pontino del 19 de marzo de 1950.
En 1957 el obispo Emilio Pizzoni pidió a la Santa Sede reunir las curias episcopales de las tres diócesis, lo que fue proporcionado, el 25 de julio de ese año, por el decreto Ad spirituale de la Congregación Consistorial, que establecía también el nombramiento de un único vicario general. El mismo año la Santa Sede decidió también un ligero cambio territorial, con el paso de la localidad de Frasso (comuna de Sonnino) de la diócesis de Priverno a la de Terracina, mediante el decreto In finibus dioecesium.
El 12 de septiembre de 1967, mediante los decretos Quo aptius e In dioecesi Terracinensi los territorios de la provincia de Latina que formaban parte de la sede de Velletri (Latina, Cisterna di Latina, Cori, Norma y Rocca Massima), fueron anexados a la diócesis de Terracina, que a la vez tomó el nombre de Terracina-Latina. A partir de esta fecha, los obispos de la diócesis colocaron efectivamente su sede en Latina, la ciudad más grande e importante de Terracina.
El 30 de septiembre de 1986, con el decreto Instantibus votis de la Congregación para los Obispos, las tres sedes de Terracina-Latina, Priverno y Sezze, que estaban unidas aeque principaliter, fueron unidas con la fórmula plena unione; la diócesis tomó su nombre actual y el obispado se trasladó oficialmente a Latina. La iglesia latina de San Marco se ha convertido en la nueva catedral de la diócesis, mientras que las anteriores catedrales de Nuestra Señora de la Anunciación de Sezze, Santa María de Priverno y San Cesáreo de Terracina han asumido el rango de concatedrales de la diócesis.
Mediante el decreto Ad uberius praesentis de la Congregación para los Obispos, en 1991 se redefinieron los límites con la sede suburbicaria de Albano, a la que la diócesis de Latina-Terracina-Sezze-Priverno cedió una parroquia en la comuna de Aprilia, adquiriendo cuatro pertenecientes a la comuna de Latina.
En 2008 se inauguró la nueva curia diocesana en la periferia sur de Latina.

## Estadísticas
Según el Anuario Pontificio 2022 la diócesis tenía a fines de 2021 un total de 317 800 fieles bautizados.
| Año                                                                             | Población            | Población | Población      | Sacerdotes | Sacerdotes    | Sacerdotes    | Bautizados por sacerdote | Diáconos permanentes | Religiosos | Religiosos | Parroquias |
| Año                                                                             | Bautizados católicos | Total     | % de católicos | Total      | Clero secular | Clero regular | Bautizados por sacerdote | Diáconos permanentes | Varones    | Mujeres    | Parroquias |
| ------------------------------------------------------------------------------- | -------------------- | --------- | -------------- | ---------- | ------------- | ------------- | ------------------------ | -------------------- | ---------- | ---------- | ---------- |
| 1950                                                                            | 109 800              | 110 000   | 99.8           | 92         | 60            | 32            | 1193                     |                      | 39         | 135        | 32         |
| 1966                                                                            | 105 750              | 106 000   | 99.8           | 88         | 47            | 41            | 1201                     |                      | 43         | 195        | 33         |
| 1980                                                                            | 254 010              | 257 350   | 98.7           | 146        | 89            | 57            | 1739                     |                      | 61         | 289        | 81         |
| 1990                                                                            | 275 000              | 290 000   | 94.8           | 146        | 86            | 60            | 1883                     | 1                    | 64         | 281        | 84         |
| 1999                                                                            | 282 717              | 297 597   | 95.0           | 163        | 93            | 70            | 1734                     | 3                    | 75         | 285        | 87         |
| 2000                                                                            | 283 820              | 298 758   | 95.0           | 160        | 90            | 70            | 1;773                    | 3                    | 75         | 285        | 87         |
| 2001                                                                            | 285 607              | 300 639   | 95.0           | 153        | 83            | 70            | 1866                     | 7                    | 76         | 284        | 87         |
| 2002                                                                            | 288 278              | 303 451   | 95.0           | 148        | 83            | 65            | 1947                     | 7                    | 71         | 250        | 87         |
| 2003                                                                            | 298 397              | 304 487   | 98.0           | 156        | 91            | 65            | 1912                     | 5                    | 69         | 270        | 87         |
| 2004                                                                            | 299 380              | 305 490   | 98.0           | 151        | 86            | 65            | 1982                     | 5                    | 69         | 280        | 87         |
| 2013                                                                            | 310 778              | 317 120   | 98.0           | 141        | 81            | 60            | 2204                     | 16                   | 63         | 149        | 87         |
| 2016                                                                            | 323 214              | 336 474   | 96.1           | 128        | 75            | 53            | 2525                     | 21                   | 56         | 146        | 87         |
| 2019                                                                            | 321 570              | 334 730   | 96.1           | 135        | 81            | 54            | 2382                     | 24                   | 55         | 109        | 87         |
| 2021                                                                            | 317 800              | 330 660   | 96.1           | 130        | 80            | 50            | 2444                     | 22                   | 51         | 113        | 83         |
| Fuente: Catholic-Hierarchy, que a su vez toma los datos del Anuario Pontificio. |                      |           |                |            |               |               |                          |                      |            |            |            |

## Vida consagrada

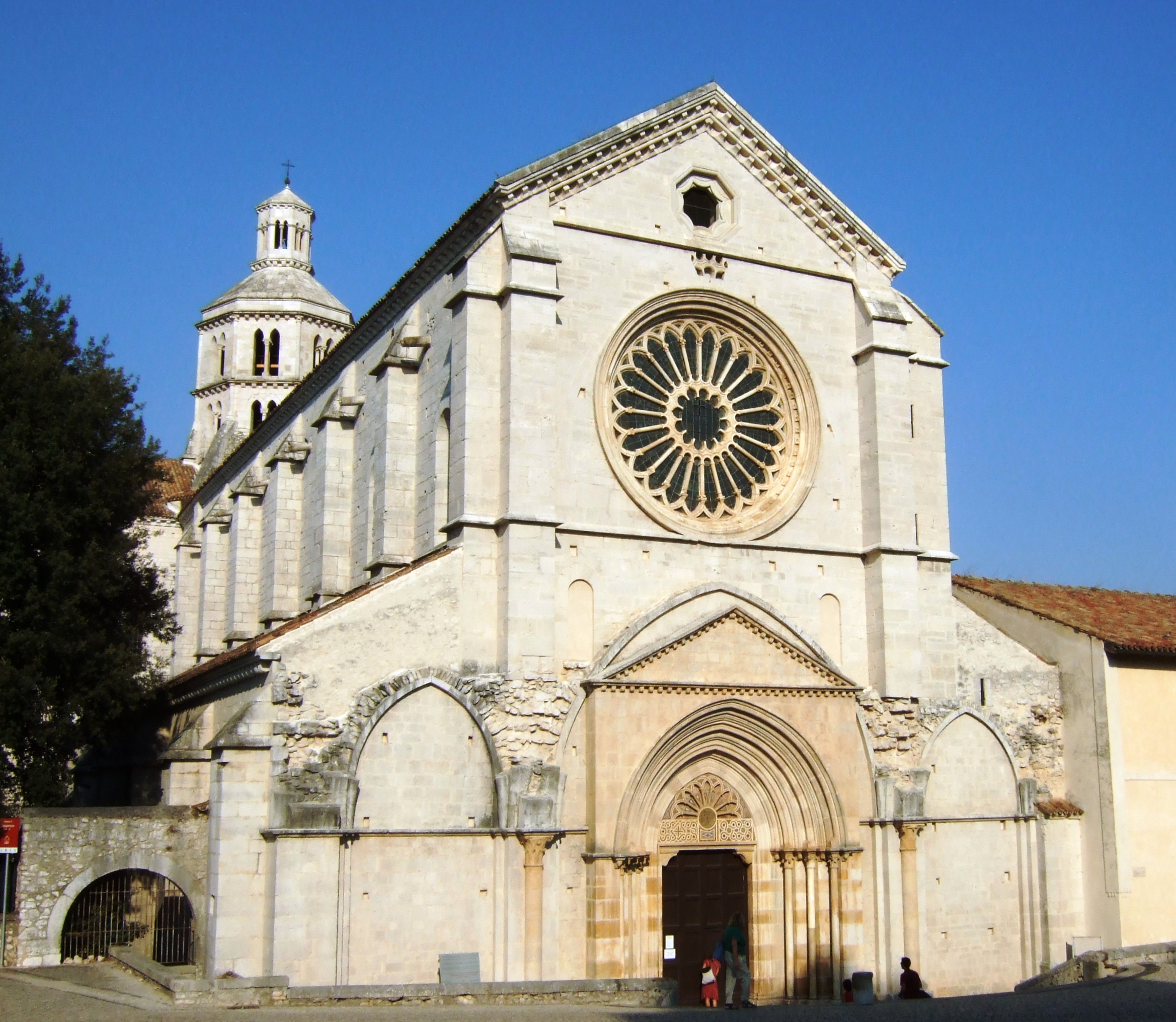
Abadía de Fossanova, monasterio cisterciense construido a finales del, fue el lugar donde murió Tomás de Aquino (1224-1274)

En el territorio de la diócesis desempeñan su labor carismática  numerosos institutos de vida consagrada y sociedades de vida apostólica.
Entre las ramas masculinas de estas sociedades e institutos presentes en la diócesis, se encuentran: la Orden del Císter (cistercienses), la Orden de la Santísima Trinidad y de los Cautivos (trinitarios), la Orden de Frailes Menores (franciscanos observantes), la Orden de los Hermanos Menores Capuchinos (capuchinos), la Congregación de la Sagrada Familia de Nazareth (piamartinos), los Misioneros de los Sagrados Corazones de Jesús y María (de Nápoles), la Pía Sociedad de San Francisco de Sales (salesianos), los Misioneros de la Preciosísima Sangre (bufalinos), la Deir Mar Musa, la Fraternidad Misionera de María, el Instituto del Verbo Encarnado y la Sociedad Misionera de Santo Tomás Apóstol.
Las ramas femeninas presentes en Latina-Terracina-Sezze-Priverno son: las Adoratrices de la Sangre de Cristo, las Apóstoles de la Sagrada Familia, las Benedictinas de Priscila, las Hermanas Catequistas del Sagrado Corazón, las Cistercienses de la Caridad, las Dominicas Misioneras de San Sixto, el Instituto de las Hijas de María Auxiliadora (salesianas de Don Bosco), la Congregación de las Franciscanas Clarisas, las Franciscanas Misioneras del Sagrado Corazón, el Pontificio Instituto de las Maestras Pías Filipenses (filipenses), las Murialdinas de San José, las Oblatas del Niño Jesús, las Ursulinas de María Virgen Inmaculada, las Hermanas Pasionistas de San Pablo de la Cruz, las Hermanas de San José de Cluny, las Hermanas de la Sagrada Familia de Spoleto, la Orden de las Hermanas Pobres de Santa Clara (monjas clarisas), las Hermanas de la Caridad de Santa Juana Antida Thouret, la Congregación de Marta y María, la Deir Mar Musa y las  Siervas del Señor y de la Virgen de Matará.

## Episcopologio

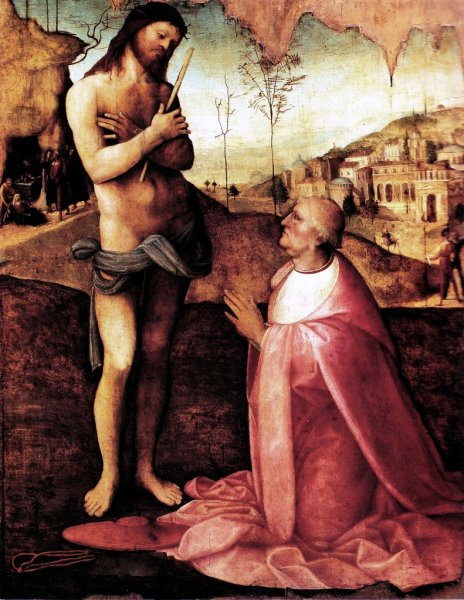
El cardenal Oliverio Carafa administró la diócesis de Terracina de 1507 a 1510

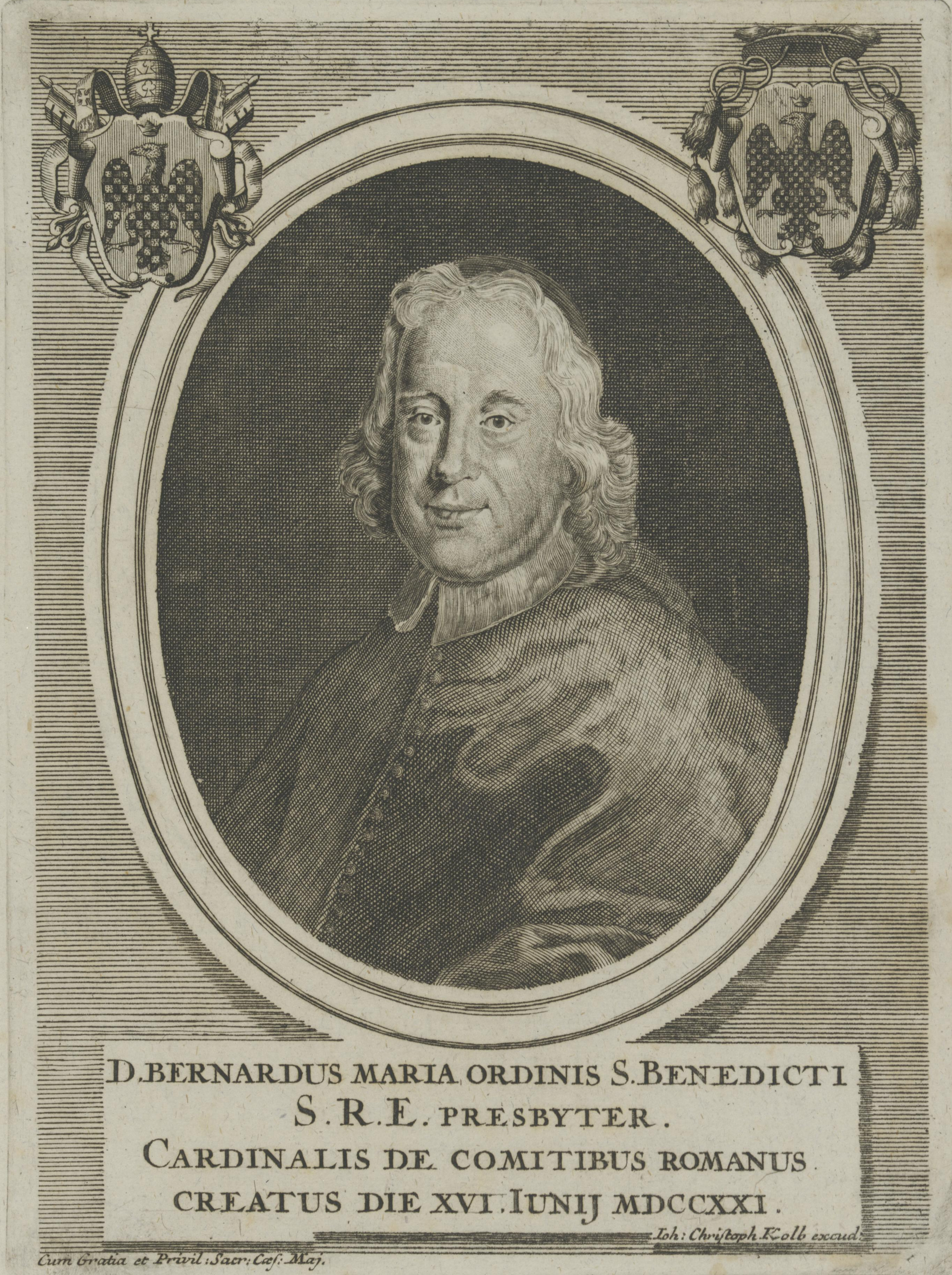
El cardenal Bernardo Maria Conti ocupó la sede de Terracina, Sezze y Priverno de 1710 a 1720

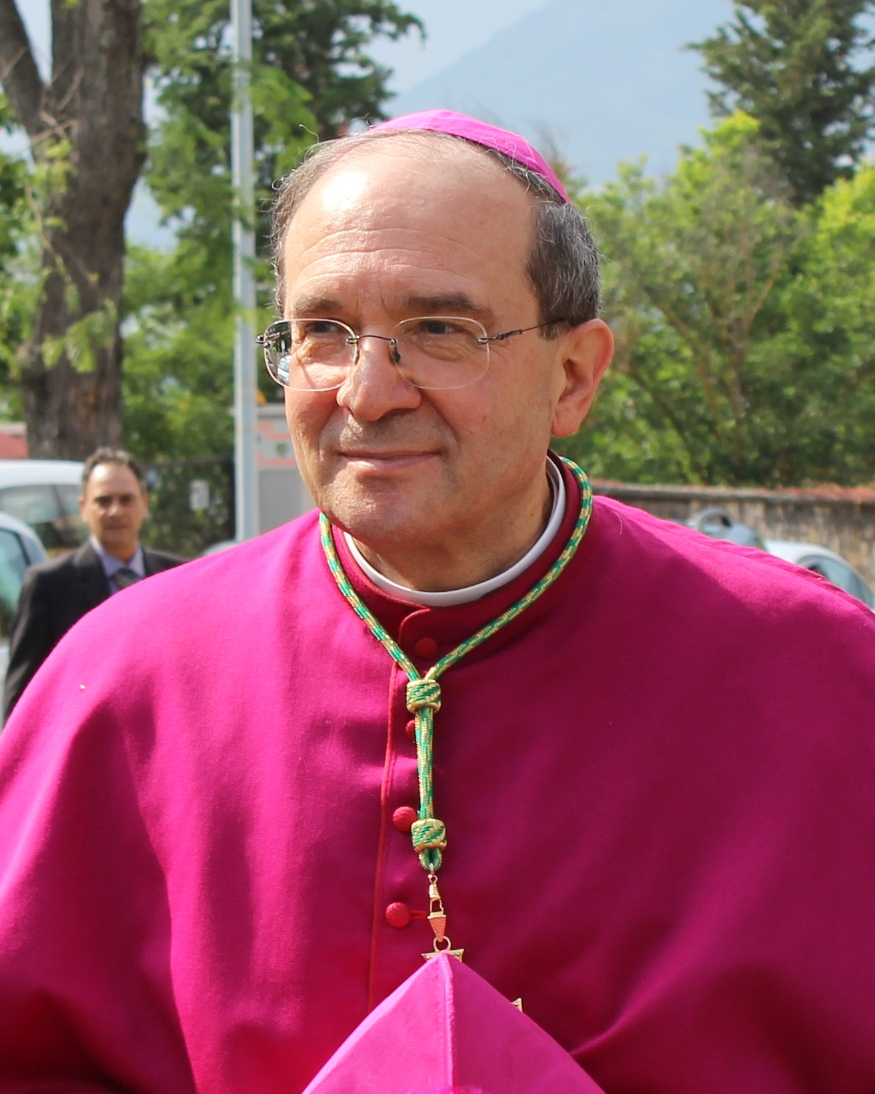
El cardenal Giuseppe Petrocchi fue obispo de Latina-Terracina-Sezze-Priverno de 1998 a 2013

### Obispos de Priverno
- Bonifacio † (mencionado en 769)
- Eleuterio † (mencionado en 826)
- Maio † (mencionado en 853)
- Martino † (mencionado en 861)
- Benedetto † (mencionado en 993)[30]
- Pietro † (antes de 1012-después de 1024)[30]
- Giovanni † (mencionado en 1036)[30]

### Obispos de Sezze
- Stefano † (mencionado en 1036)[31]
- Pollidio † (mencionado en 1046)[31]
- Drusino † (mencionado en 1118)[31]
- Alessandro ? † (mencionado en 1122)[nota 9]
- Giovanni † (mencionado en 1150 circa)
- Landone? † (antes de 1178-29 de septiembre de 1179 electo antipapa con el nombre de Inocencio III)[nota 10]

### Obispos de Terracina
- Sabino † (mencionado en 313)[32]
- Anónimo † (siglo IV)[32]
- Martirio † (antes de 495-después de 502)[32]
- Pietro I † (antes de 591-592 falleció)[32]
- Agnello I † (noviembre de 592-después de 598)[32]
- Felice † (mencionado en 649)
- Agnello II † (mencionado en 680)
- Giordano † (mencionado en 853)
- Giovanni I † (mencionado en 861)
- Leone † (mencionado en 879)
- Sabbatino † (antes de 963-después de 964)[33]
- Benedetto I † (mencionado en 969)[33]
- Giovanni II † (antes de 986-después de 994)[33]
- Adeodato † (mencionado en 1015)[33]
- Giovanni III † (antes de 1028-después de 1036)[33]
- Teodaldo † (mencionado en 1042)[33]
- Giovanni IV † (antes de 1052-después de 1059)[33]
- Ambrogio  † (antes de 1064-después de 1071)[33]
- Pietro II † (antes de 1092-después de 1093/1095)[33]
- Benedetto II † (antes de 1098-después de 1105)[33]
- Gregorio I, O.S.B. † (antes de 1112-después de 1126)[33]
- Tommaso † (mencionado en 1159)
- Berardo Berardi † (mencionado en 1166)
- Ugone † (antes de 1168-después de 1179)
- Tedelgario (o Filegario) † (antes de 1195-después de 1199)
- Simeone † (antes de 1203-17 de enero de 1217 confirmado obispo de Terracina, Sezze y Priverno)

### Obispos de Terracina, Sezze y Priverno
- Simeone † (17 de enero de 1217-después de 1224)
- Gregorio II † (antes de 1227-después de 1238)
- Docibile † (mencionado en 1248)
- Pietro III † (antes de 1257-después de 1259)
- Francesco Canis, O.F.M. † (28 de agosto de 1263-después de 1268?)
- Francesco † (antes de 1273-8 de abril de 1295 nombrado obispo de Avellino)
- Teobaldo, O.F.M. † (8 de abril de 1295-13 de febrero de 1296 nombrado obispo de Asís)
- Alberto † (13 de febrero de 1296-3 de junio de 1300 nombrado arzobispo de Capua)
- Giovanni V † (junio de 1300-? falleció)
- Andrea † (20 de abril de 1319-? falleció)
- Sergio Peronti † (21 de mayo de 1326-1348 falleció)
- Pietro IV † (5 de noviembre de 1348-1352 falleció)
- Giacomo da Perugia, O.E.S.A. † (18 de abril de 1352-? falleció)
- Giovanni Ferreri da Sora, O.F.M. † (23 de diciembre de 1362-? falleció)
- Stefano Armandi † (18 de mayo de 1369-1381? depuesto)
- Ruggero † (? falleció)
- Nicola Corradi Pocciarelli[nota 11] † (25 de mayo de 1390-18 de agosto de 1402 nombrado obispo de Segni)
- Marino Merula † (18 de septiembre de 1402-14 de mayo de 1404 nombrado obispo de Gaeta)
- Antonio † (12 de julio de 1404-1411 depuesto)
- Antonio da Zagarolo, O.F.M. † (9 de marzo de 1411-20 de mayo de 1422 nombrado obispo de Gaeta)
- Andrea Gacci † (20 de mayo de 1422-1425 falleció)
- Giovanni de Normannis † (21 de mayo de 1425-15 de octubre de 1427 nombrado obispo de Gaeta)
- Nicola de Aspra † (15 de octubre de 1427-1445 falleció)
- Alessandro Trani † (1445-1448 falleció)
- Alessandro Caietano † (15 de enero de 1449-1455 falleció)
- Francesco de Benedictis † (15 de diciembre de 1455-1458 falleció)
- Corrado de Marcellinis † (6 de octubre de 1458-1490 falleció)
- Francesco Rosa † (3 de marzo de 1490-1500 falleció)
- Giovanni de Galves † (18 de diciembre de 1500-8 de agosto de 1507 falleció)
  - Oliviero Carafa † (20 de agosto de 1507-13 de mayo de 1510 renunció) (administrador apostólico)
- Zaccaria de Moris † (13 de mayo de 1510-después de 1515 falleció)
- Andrea Cybo † (20 de abril de 1517-1522? falleció)
- Giovanni de Copis † (29 de octubre de 1522-15 de agosto de 1527 falleció)
- Antonio Bonsius † (3 de enero de 1528-1533 falleció)
- Cinzio Filonardi † (7 de noviembre de 1533-noviembre de 1534 falleció)
- Alessandro Argoli † (13 de noviembre de 1534-1540 falleció)
- Ottaviano Maria Sforza † (24 de noviembre de 1540[nota 12]-1545 falleció)
- Ottaviano Raverta † (27 de noviembre de 1545-1562 falleció)
- Francesco Beltramini † (21 de junio de 1564-1575 falleció)
- Beltramino Beltramini † (5 de diciembre de 1575-8 de mayo de 1582 falleció)
- Luca Cardino † (20 de agosto de 1582-14 de octubre de 1594 falleció)
- Fabrizio Perugini † (24 de abril de 1595-enero de 1608 falleció)
- Pomponio de Magistris † (28 de enero de 1608-1614 falleció)
- Cesare Ventimiglia † (12 de enero de 1615-23 de diciembre de 1645 falleció)
- Alessandro Tassi † (25 de junio de 1646-21 de noviembre de 1647 falleció)
- Francesco Maria Ghislieri † (1 de febrero de 1649-1 de septiembre de 1664 nombrado obispo de Imola)
- Pompeo Angelotti † (15 de diciembre de 1664-2 de marzo de 1667 falleció)
- Ercole Domenico Monanni † (22 de agosto de 1667-junio de 1710 falleció)
- Bernardo Maria Conti, O.S.B. † (1 de diciembre de 1710-3 de junio de 1720 renunció)
- Giovanni Battista Conventati, C.O. † (3 de julio de 1720-27 de noviembre de 1726 renunció)
- Gioacchino Maria Oldo, O.Carm. † (9 de diciembre de 1726-3 de noviembre de 1749 falleció)
- Callisto Maria Palombella † (1 de diciembre de 1749-3 de mayo de 1758 falleció)
- Francesco Alessandro Odoardi † (11 de septiembre de 1758-18 de enero de 1775 falleció)
- Benedetto Pucilli † (29 de mayo de 1775-7 de abril de 1786 falleció)
- Angelo Antonio Anselmi † (18 de diciembre de 1786-26 de marzo de 1792 nombrado obispo de San Severino)
  - Sede vacante (1792-1800)
- Michele Argelati † (11 de agosto de 1800-22 de marzo de 1805 falleció)
- Francesco Antonio Mondelli † (23 de septiembre de 1805-26 de septiembre de 1814 nombrado obispo de Città di Castello)
- Francesco Saverio Pereira † (15 de marzo de 1815-2 de octubre de 1818 nombrado obispo de Rieti)
- Francesco Albertini † (29 de marzo de 1819-24 de noviembre de 1819 falleció)
- Carlo Cavalieri Manassi † (21 de febrero de 1820-19 de agosto de 1826 falleció)
- Luigi Frezza † (2 de octubre de 1826-15 de diciembre de 1828 nombrado arzobispo titular de Calcedonia)
  - Sede vacante (1828-1834)
- Bernardino Panzacchi † (20 de enero de 1834-24 de diciembre de 1834 falleció)
- Guglielmo Aretini-Sillani † (6 de abril de 1835-4 de diciembre de 1853 renunció)
- Nicola Bedini † (19 de diciembre de 1853-25 de septiembre de 1862 renunció)
- Bernardino Trionfetti, O.F.M.Obs. † (25 de septiembre de 1862-23 de febrero de 1880 renunció[nota 13])
- Flaviano Simoneschi † (27 de febrero de 1880-2 de julio de 1883 renunció[nota 14])
- Tommaso Mesmer † (9 de agosto de 1883-12 de diciembre de 1892 falleció)
- Paolo Emilio Bergamaschi † (12 de junio de 1893-19 de junio de 1899 nombrado obispo de Troia)
- Domenico Ambrosi † (18 de septiembre de 1899-17 de agosto de 1921 falleció)
- Salvatore Baccarini, C.R. † (7 de marzo de 1922-30 de junio de 1930 nombrado arzobispo de Capua)
- Pio Leonardo Navarra, O.F.M.Conv. † (29 de enero de 1932-2 de febrero de 1951 renunció[nota 15])
- Emilio Pizzoni † (27 de marzo de 1951-6 de septiembre de 1966 nombrado obispo auxiliar de Udine[nota 16])

### Obispos de Terracina-Latina, Priverno y Sezze
- Arrigo Pintonello † (12 de septiembre de 1967-25 de junio de 1971 renunció)
- Enrico Romolo Compagnone, O.C.D. † (9 de marzo de 1972-22 de diciembre de 1983 retirado)
- Domenico Pecile † (22 de diciembre de 1983-30 de septiembre de 1986 nombrado obispo de Latina-Terracina-Sezze-Priverno)

### Obispos de Latina-Terracina-Sezze-Priverno
- Domenico Pecile † (30 de septiembre de 1986-27 de junio de 1998 retirado)
- Giuseppe Petrocchi (27 de junio de 1998-8 de junio de 2013 nombrado arzobispo de L'Aquila)
- Mariano Crociata, desde el 19 de noviembre de 2013